# ساقية سيدي يوسف
ساقية سيدي يوسف مدينة وبلدية بالجمهورية التونسية، تقع ضمن ولاية الكاف وتعتبر من بين أهم مدن الولاية.

## الجغرافيا
تقع مدينة ساقية سيدي يوسف في إقليم الشّمال الغربي من البلاد التّونسيّة حيث تبعد عن العاصمة التونسية قرابة 290 كلم.
من أهم ما تتميز به مدينة ساقية سيدي يوسف هي السياحة الجبلية الغابية حيث تحيط بها مساحات شاسعة من الغابات الكثيفة التي تأوي أنواعا عديدة من الحيوانات، وهي توجد على ارتفاع أكثر من 800 متر على سطح البحر مما يكسي جبالها بياضا ناصعا كلما تساقطت الثلوج في فصل الشتاء. 

### مواضيع ذات علاقة
- ولاية الكاف.
- أحداث ساقية سيدي يوسف.